# Passeport indonésien
Le passeport indonésien (en indonésien : paspor Indonesia) est un document de voyage international délivré aux ressortissants indonésiens, et qui peut aussi servir de preuve de la citoyenneté indonésienne. Le passeport est rédigé en indonésien et en anglais.

## Types

### Passeports ordinaires
Selon le Peraturan Pemerintah Nomor 31 Tahun 2013 (règlement du gouvernement no 31 de 2013), les passeports ordinaires se composent de versions électroniques et non électroniques.

#### Passeport électronique

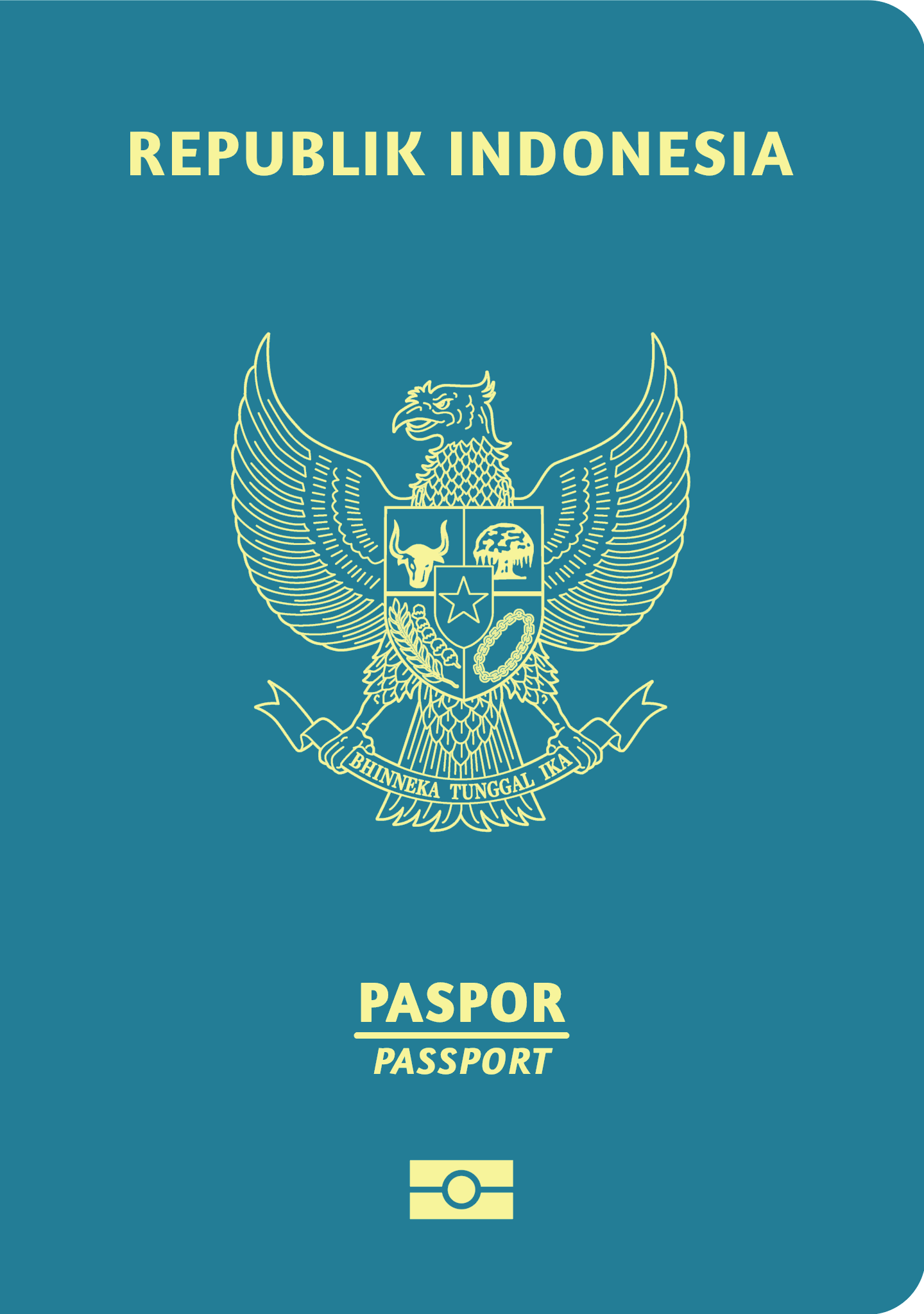

Depuis le 26 janvier 2011, la Direction générale de l'immigration a introduit les passeports électroniques ordinaires pour les citoyens indonésiens. Le quota initial de lancement a été fixé à 10 000 exemplaires pour l'année 2011. Les passeports biométriques n'étaient initialement disponibles que dans trois bureaux d'immigration : Jakarta Ouest, Soekarno-Hatta et Jakarta Centre mais la disponibilité s'est élargie depuis le premier trimestre 2014, les passeports électroniques ordinaires étant délivrés dans tous les bureaux d'immigration de Jakarta, Surabaya et Batam. Les passeports électroniques sont disponibles en version 24 et 48 pages (comme les passeports non biométriques). Les puces biométriques sont intégrées dans la couverture arrière des passeports.
En 2011, environ 12 000 citoyens indonésiens ont obtenu des passeports biométriques et, depuis le 25 janvier 2012, l'autorité indonésienne de l'immigration a mis en place des portiques d'immigration informatisés à l'aéroport international Soekarno Hatta, réduisant ainsi le temps d'attente des détenteurs de passeports biométriques, qui n'ont plus besoin de s'enregistrer manuellement au comptoir de l'immigration. Le service est disponible à la fois pour les passagers à l'arrivée et au départ. Le gouvernement prévoit d'installer des portiques informatisés dans les aéroports de tout le pays.
Depuis le deuxième trimestre de 2015, le passeport indonésien ordinaire électronique est également délivré dans sa dernière version recouverte de couleur vert turquoise.
Actuellement, les titulaires d'un passeport électronique indonésien peuvent bénéficier d'un voyage sans visa au Japon pour une durée maximale de quinze jours par séjour (bien qu'il faille toujours obtenir un certificat d'approbation d'exemption de visa auprès de l'ambassade du Japon avant le voyage). Les détenteurs de passeports non électroniques ne bénéficient pas de ce privilège et doivent obtenir un visa chaque fois qu'ils veulent se rendre au Japon.
Les privilèges d'exemption de visa d'autres pays pour les titulaires de passeports indonésiens sont actuellement valables pour les deux types de passeport.

### Passeports diplomatiques (paspor diplomatik)

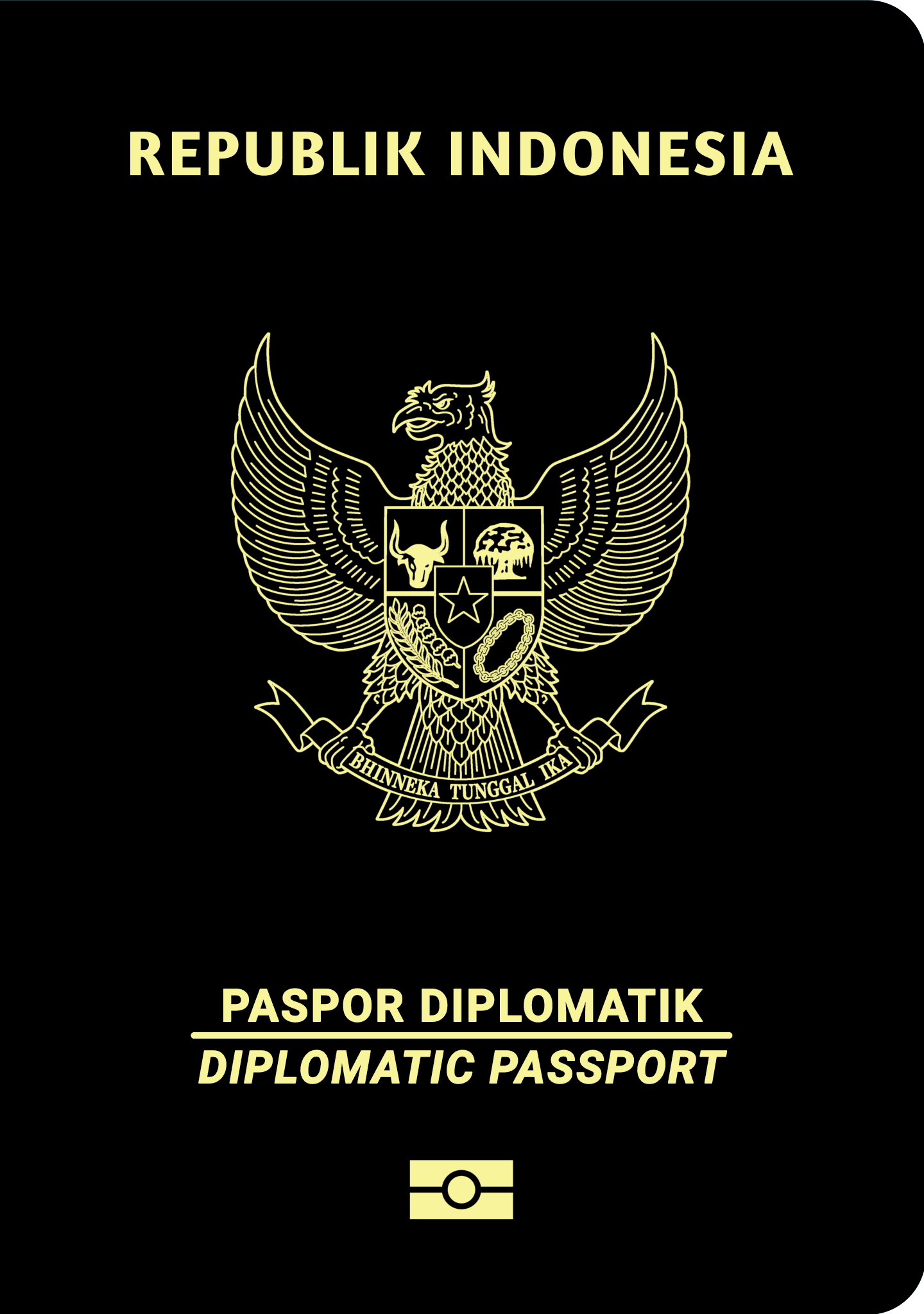

Délivré par le ministère des Affaires étrangères pour les Indonésiens qui exercent des fonctions diplomatiques et/ou gouvernementales afin de voyager à des fins diplomatiques. Ce passeport couvre également la famille immédiate qui voyage avec le titulaire du passeport principal. La détention d'un passeport diplomatique indonésien ne garantit pas l'« immunité diplomatique » à son titulaire, bien que ceux qui bénéficient de l'« immunité diplomatique » puissent être titulaires d'un tel passeport. La détention d'un tel passeport n'autorise pas non plus son détenteur à voyager avec le passeport pour une mission non diplomatique. Il convient d'obtenir un visa « non diplomatique » approprié ou une autorisation d'entrée avant de se rendre dans le pays de destination. La dernière version du passeport diplomatique indonésien est délivrée avec une couverture de couleur noire.

### Passeports de service (paspor dinas)

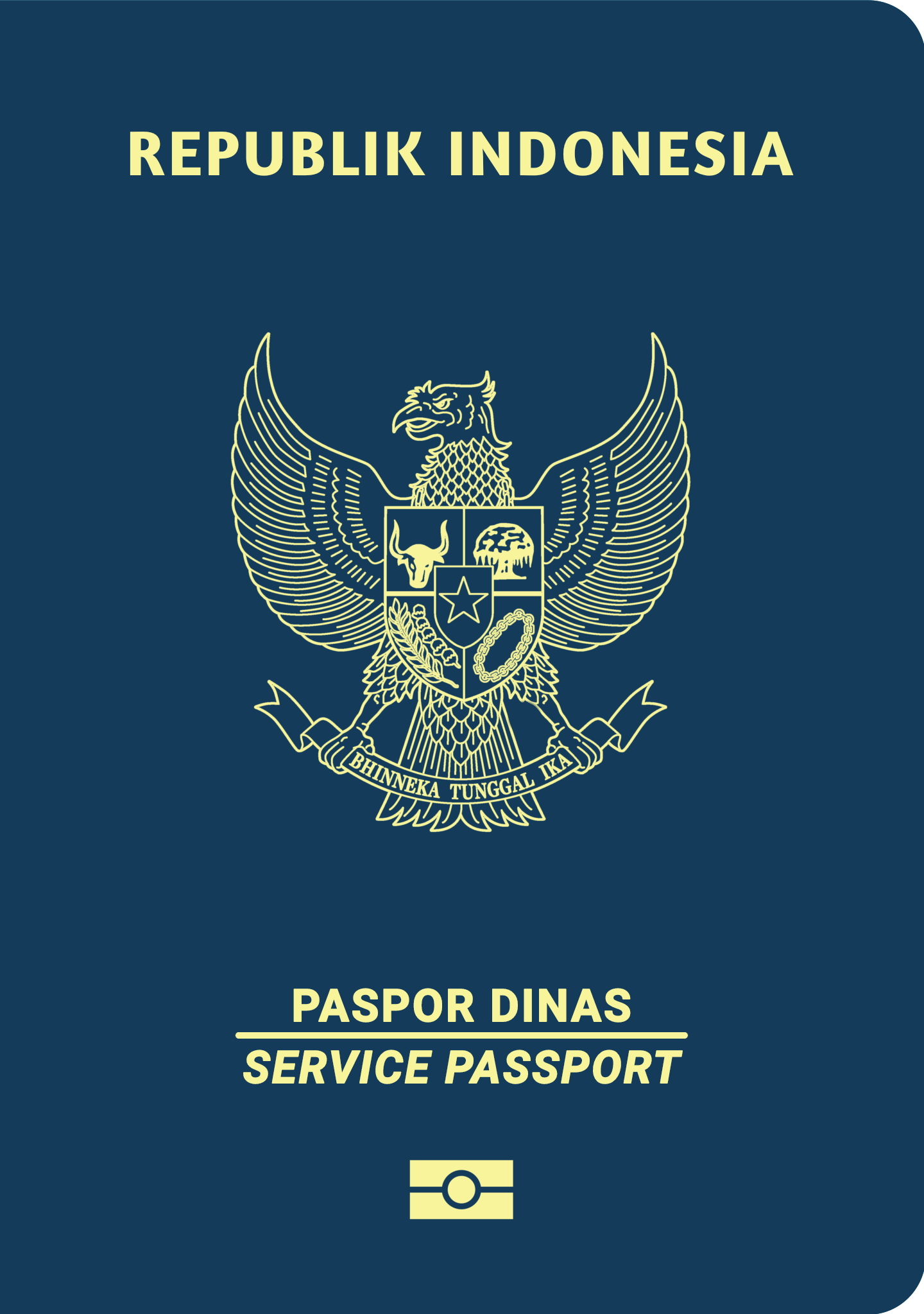

Délivré par le ministère des affaires étrangères pour les sujets indonésiens qui servent en tant que fonctionnaires lors de voyages officiels. Ce type de passeport est également délivré aux membres de la famille immédiate du titulaire du passeport principal. La dernière version du passeport de service est délivrée avec une couverture de couleur bleue.

### Passeports pour lehajj(obsolètes)

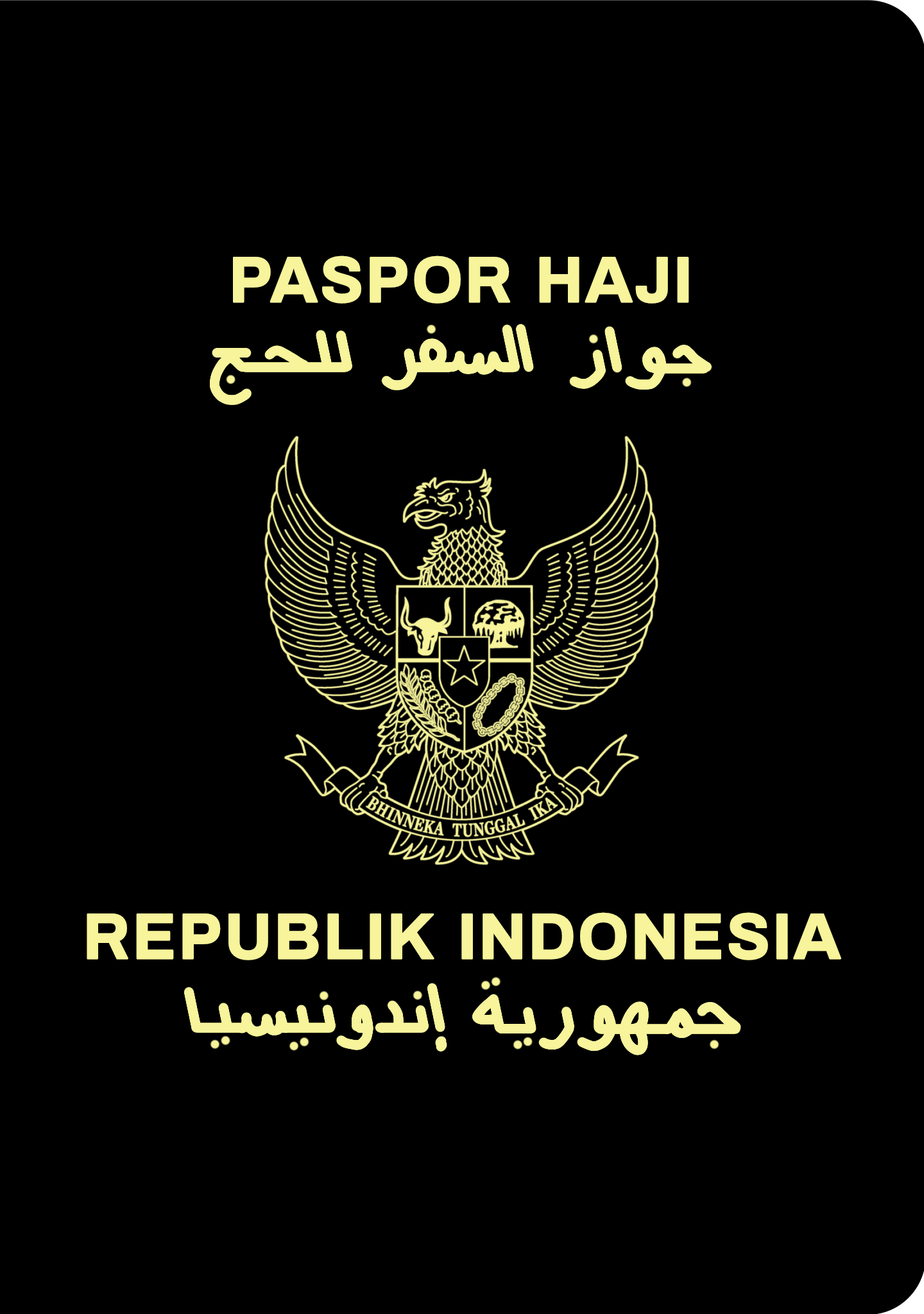

Le ministère des Affaires religieuses délivrait auparavant des passeports pour le pèlerinage du hajj à La Mecque en vertu de l'article 29(1)(d) et de l'article 33 de la loi sur l'immigration de 1992. Cependant, de nouvelles réglementations gouvernementales en 2009 ont supprimé les parties pertinentes de la législation. Depuis le hajj 2009, tous les pèlerins du hajj d'Indonésie utilisent des passeports ordinaires. L'utilisation de passeports ordinaires est une exigence du gouvernement saoudien.

## Page d'information sur l'identité
- Photographie 51 × 51 mm
- Type P
- Code pays
- Numéro de passeport
- Sexe
- Nationalité
- Date de naissance
- Lieu de naissance
- Date de délivrance
- Date d'expiration
- Numéro d'enregistrement b8063811
- Bureau de délivrance
- Zone de lecture automatique

## Note sur les passeports
Les passeports contiennent une note de l'État de délivrance adressée aux autorités de tous les autres États, identifiant le titulaire comme un citoyen de cet État et demandant qu'il soit autorisé à passer et à être traité conformément aux normes internationales. La note se trouve sur la première page du passeport, qui se trouve de l'autre côté de la page d'identité. La note figurant à l'intérieur de la dernière version des passeports indonésiens est la suivante

En indonésien :
Pemerintah Republik Indonesia memohon kepada semua pihak yang berkepentingan untuk mengizinkan kepada pemegang paspor ini berlalu secara leluasa dan memberikan bantuan dan perlindungan kepadanya. 
Paspor ini berlaku untuk seluruh negara dan wilayah kecuali ditentukan lain
En anglais :
The Government of the Republic of Indonesia requests to all whom it may concern to allow the bearer to pass freely without let or hindrance and afford him/her such assistance and protection. 
This passport is valid for all countries and areas unless otherwise endorsed